# Isla Guamblín
L'isla Guamblín è un'isola dell'arcipelago dei Chonos nell'oceano Pacifico. Si trova nel Cile meridionale, appartiene alla regione di Aysén e alla provincia di Aisén; è amministrata dal comune di Cisnes.
L'isola è registrata anche con il nome di Nuestra Señora del Socorro. Fu così chiamata dal comandante Francisco Cortés Ojea, durante la spedizione di Juan Ladrillero degli anni 1557-1558.

## Geografia
L'isola è la più occidentale dell'arcipelago e si trova al largo nel Pacifico. Alta 218 m, ha una superficie di 106,25. Misura circa 10 miglia di lunghezza (nord-sud) per 5 di larghezza. Il Parque Nacional Isla Guamblín, un'area protetta, occupa l'intera isola.

### Flora
L'isola è coperta quasi interamente dalla vegetazione tipica della macchia sempreverde oceanica. I coigüe (Nothofagus nitida), che raggiungono i 25 m, i canelo (Drimys winteri), i tineo (Weinmannia trichosperma) e i tepu (Tepualia stipularis), sono le specie che predominano nel territorio.

### Fauna
Guamblín è inserita nella lista delle Important Bird and Biodiversity Area. L'isola è popolata da uccelli acquatici: gabbiani, cormorani e anatre, e ospita una grande colonia riproduttiva di leoni marini. Si può avvistare la balenottera azzurra che, tra dicembre e aprile, si avvicina fino a circa 100 metri dalla costa.

## Fuoriuscita di petrolio
Nel giugno 1973, la petroliera liberiana Napier si incagliò sull'isola provocando una fuoriuscita di 30 000 tonnellate di petrolio. Dopo il salvataggio dell'equipaggio, la Napier fu incendiata dai cileni allo scopo di evitare un ulteriore inquinamento.